# Brandvæsenet rykker ud
Brandvæsenet rykker ud (også kendt som Brandudrykning og Elfelt nr. 008, NM film nr. 1045) er en dansk stumfilm fra 1897 af hoffotograf Peter Elfelt. Filmen var en af de første film filmet i Danmark og varer kun 1 minuts tid (10 meter 35 mm film).
Forskellige typer brandsprøjter fra omkring 1902 kører ud gennem Hovedbrandstationens port. Dernæst optagelser af brandmænd i færd med at slukke en stor ildebrand. Årstal usikkert.